# Sonja Ziemann
Sonja Ziemann (Eichwalde, 8 de febrero de 1926 - 17 de febrero de 2020) fue una actriz, cantante y bailarina alemana. Fue una de las artistas más conocidas de su país en la década de 1950, años en los que actuó a menudo junto a Rudolf Prack.

## Biografía
Su nombre completo era Sonja Alice Selma Toni Ziemann, y nació en Eichwalde, Alemania, siendo su padre Otto Ziemann. A los diez años empezó a estudiar danza en la escuela de Tatjana Gsovsky en Berlín, haciendo sus primeras actuaciones como bailarina en 1941. Casi al mismo tiempo asistía a la escuela de teatro de la Universum Film AG. En 1942 empezó a actuar en el cine, siendo sus primeras películas Ein Windstoß y Die Jungfrau von Babelsberg. Siguió rodando algunas cintas durante la Segunda Guerra Mundial, y finalizada la contienda trabajó, entre otras producciones, en Sag’ die Wahrheit (1946) y Herzkönig (1947), ambas dirigidas por Helmut Weiss.
Ziemann adquirió fama gracias a varios éxitos rodados en la década de 1950, sobre todo la adaptación de una opereta Schwarzwaldmädel (1950) y la cinta de género Heimatfilm Grün ist die Heide (1951). Ambas películas obtuvieron más de 15 millones de espectadores y dieron forma al estilo cinematográfico alemán de la época. La propia Ziemann no quería encasillarse en papeles de estilo Heimatfilm, pues valoraba más otro tipo de actuaciones.

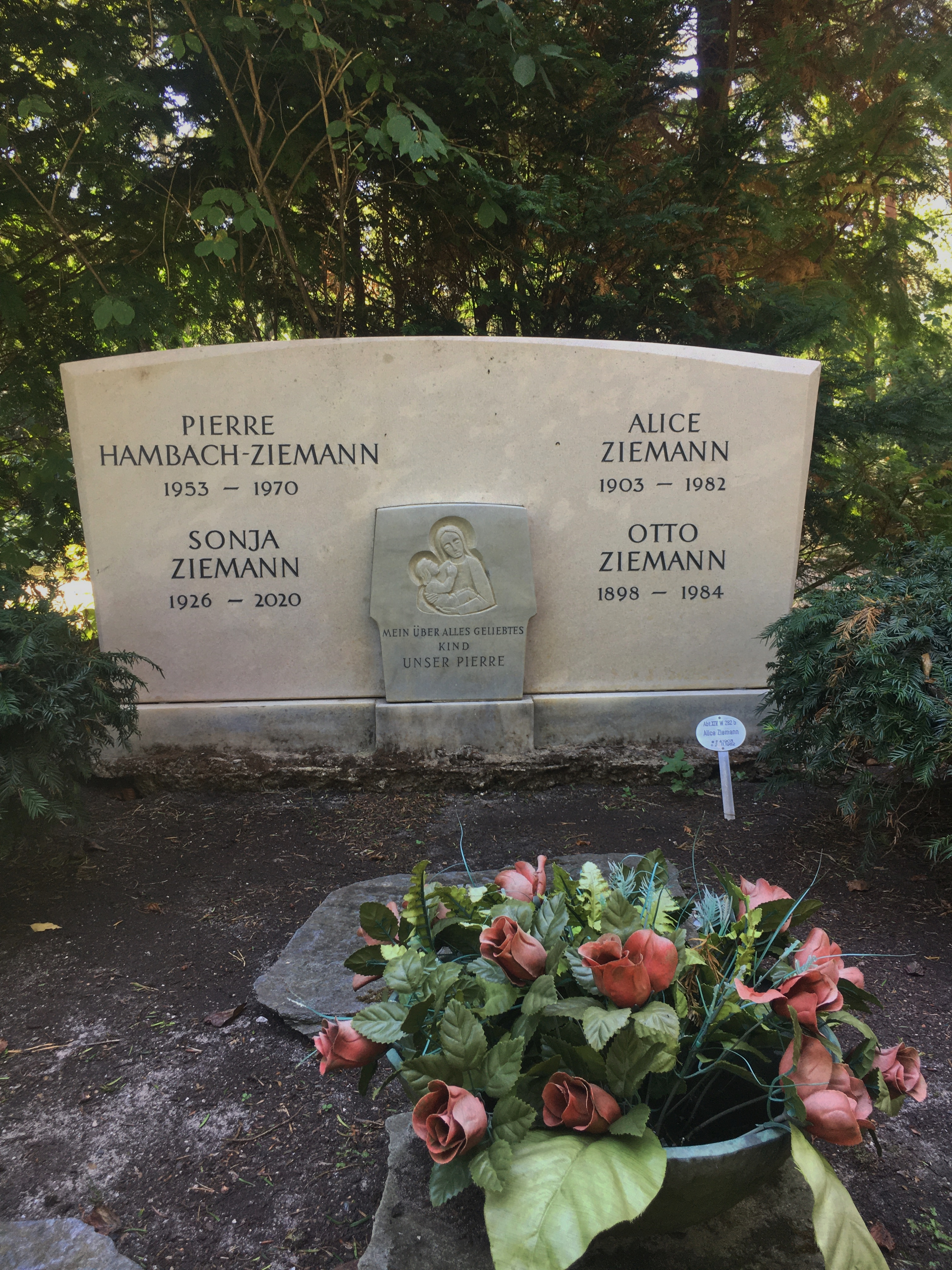
Tumba de la familia Ziemann

Durante un tiempo, Ziemann y el actor Rudolf Prack, con el que trabajó en 10 cintas, fueron considerados una pareja de ensueño del cine alemán. La actriz era tan conocida que se interpretó a sí misma en la película de 1957 dirigida por Helmut Käutner Die Zürcher Verlobung. Para romper con su imagen de „la chica linda de al lado“, Ziemann hizo en 1958 un papel serio en el drama polaco germano Der achte Wochentag, de Aleksander Ford. Además, Ziemann actuó también en algunas películas internacionales, como fue el caso de la producción interpretada por Richard Widmark The Secret Ways (1960) o la película bélica The Bridge at Remagen (1969). 
Desde 1970 Ziemann rara vez actuó ante las cámaras, siendo sus últimas interpretaciones las que hizo en 1997 en dos episodios de la serie televisiva Park Hotel Stern.
Ziemann se casó tres veces. El primer matrimonio, entre 1953 y 1956, fue con el fabricante de medias Rudolf Hambach, con el que tuvo un hijo, Pierre, fallecido a los 16 años, en 1970, por un tumor. Desde 1961 a 1968 estuvo casada con el escritor polaco Marek Hłasko, que murió por una sobredosis de somníferos al poco de divorciarse de ella. Su tercer esposo fue el actor y director Charles Regnier, con el que se casó en 1989, permaneciendo ambos juntos hasta la muerte de él en 2001.
Sonja Ziemann falleció en febrero de 2020, a los 94 años de edad, en una residencia de ancianos de Múnich. Fue enterrada en el Cementerio Waldfriedhof Zehlendorf de Berlín, en la tumba 013–153.

## Filmografía (selección)
- 1940 : Der Schatz
- 1941 : Ein Windstoß
- 1943 : Die Jungfern vom Bischofsberg
- 1943 : Geliebter Schatz
- 1944 : Eine kleine Sommermelodie
- 1944 : Hundstage
- 1945 : Freunde
- 1946 : Allez Hopp
- 1946 : Sag’ die Wahrheit
- 1947 : Liebe nach Noten
- 1947 : Spuk im Schloß
- 1947 : Herzkönig
- 1948 : Eine reizende Familie
- 1948 : Wege im Zwielicht
- 1949 : Nichts als Zufälle
- 1949 : Nächte am Nil
- 1949 : Um eine Nasenlänge
- 1949 : Nach Regen scheint Sonne
- 1950 : Eine Nacht im Séparée
- 1950 : Maharadscha wider Willen
- 1950 : Schwarzwaldmädel
- 1950 : Die lustigen Weiber von Windsor
- 1951 : Schön muß man sein
- 1951 : Die Frauen des Herrn S.
- 1951 : Johannes und die 13 Schönheitsköniginnen
- 1951 : Grün ist die Heide
- 1952 : Die Diebin von Bagdad
- 1952 : Alle kann ich nicht heiraten
- 1952 : Made in Heaven
- 1952 : Am Brunnen vor dem Tore
- 1953 : Hollandmädel
- 1953 : Christina
- 1953 : Mit siebzehn beginnt das Leben
- 1953 : Die Privatsekretärin
- 1954 : Bei Dir war es immer so schön
- 1954 : Meine Schwester und ich
- 1954 : Die sieben Kleider der Katrin
- 1954 : Große Starparade
- 1954 : Der Zarewitsch
- 1955 : Liebe ohne Illusion
- 1955 : Ich war ein häßliches Mädchen
- 1955 : Mädchen ohne Grenzen
- 1956 : Das Bad auf der Tenne
- 1956 : Dany, bitte schreiben Sie
- 1956 : Opernball
- 1956 : Kaiserball
- 1956 : Nichts als Ärger mit der Liebe
- 1957 : Frühling in Berlin
- 1957 : Die große Sünde
- 1957 : Frauenarzt Dr. Bertram
- 1957 : Die Zürcher Verlobung
- 1958 : Gli italiani sono matti
- 1958 : Tabarin
- 1958 : Der achte Wochentag
- 1958 : Sérénade au Texas
- 1958 : Hunde, wollt ihr ewig leben
- 1958 : Die Beklagte (telefilm)
- 1959 : Liebe auf krummen Beinen
- 1959 : Menschen im Hotel
- 1959 : Abschied von den Wolken
- 1959 : Strafbataillon 999
- 1959 : Nacht fiel über Gotenhafen
- 1960 : Au voleur!
- 1960 : The Secret Ways
- 1961 : … denn das Weib ist schwach
- 1961 : A Matter of WHO
- 1961 : Der Traum von Lieschen Müller
- 1961 : Ihr schönster Tag
- 1962 : Axel Munthe – Der Arzt von San Michele
- 1962 : Journey into Nowhere
- 1963 : Curd Jürgens erzählt… (serie TV), episodio Die Frau an meiner Seite
- 1964 : Frühstück mit dem Tod
- 1964 : Halløj i himmelsengen
- 1965 : Madeleine und Manouche (telefilm)
- 1965 : Das Leben des Horace A. W. Tabor (telefilm)
- 1967 : Josephine (telefilm)
- 1967 : Liebesgeschichten (serie TV), un episodio
- 1969 : The Bridge at Remagen
- 1969 : De Sade
- 1970 : Alle hatten sich abgewandt (telefilm)
- 1970 : Fröhliche Weihnachten (telefilm)
- 1971 : Das Messer (miniserie TV)
- 1973 : Der Kommissar (serie TV), episodio Der Geigenspieler
- 1977 : Das Biest (telefilm)
- 1996 : Guten Morgen, Mallorca (serie TV), un episodio
- 1997 : Park Hotel Stern (serie TV), dos episodios
- 2011 : Germaine Damar – Der tanzende Stern (documental)

## Teatro (selección)
- 1962 : My Fair Lady
- 1969 : Lulu y Die Büchse der Pandora, de Frank Wedekind
- 1973 : Un tranvía llamado Deseo, de Tennessee Williams
- 1978 : La rosa tatuada, de Tennessee Williams, con Götz George
- 1982 : El abanico de Lady Windermere

## Libros
- Ein Morgen gibt es immer – Erinnerungen. Langen/Müller, Múnich 1998, ISBN 978-3-7844-2647-1

## Premios
- 1950 : Premio Bambi por Schwarzwaldmädel
- 1984 : Filmband in Gold de los Deutscher Filmpreis
- 1990 : Premio Bambi a su trayectoria